# Asalha Puja
Festa buddista theravāda, che si tiene di solito a luglio, nel quindicesimo giorno di luna crescente dell'ottavo mese del calendario lunare. In questo giorno, detto a volte "giorno del Dhamma", si commemora il primo discorso del Buddha, tenuto nel parco delle gazzelle di Isipathana (o Sarnath), presso Varanasi (Benares), ai cinque asceti con i quali aveva praticato per sei anni le macerazioni ascetiche estreme ad Uruvela. Ascoltando questo insegnamento il venerabile Kondañña conseguì la sua prima percezione del nibbāna, dando così origine al Nobile Sangha.
Nei paesi di tradizione theravāda il giorno successivo l'Asalha Puja inizia il vassa, il ritiro annuale della stagione delle piogge.